# Tangarfa

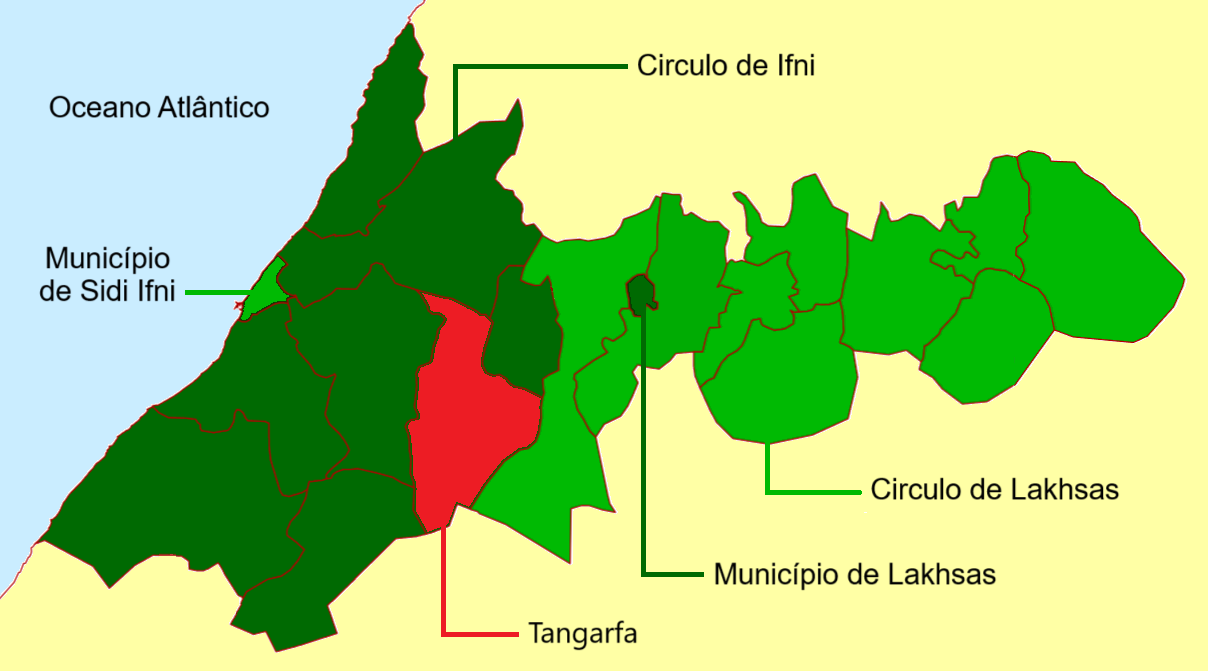
Localização da comuna, dentro da província.

Tangarfa é uma comuna marroquina criada em 1992, localizada na província de Sidi Ifni, circulo de Ifni e região de Guelmim-Oued Noun. Entre 1934 e 1969 fez parte da zona fronteiriça do território Espanhol do Ifni, sendo chamada de Taguenza. Tem uma área de 170 km² e em 2014 tinha 4.706 Habitantes. Localiza-se a 44 Km da capital de província, sendo o seu relevo montanhoso e o seu clima desértico quente. Pratica-se principalmente agricultura de sequeiro no seu território. A nível tribal a comuna é habitada pelas tribos berberes dos Ait Elkhoms e dos Ait Abdallah, da confederação dos Ait Baamrane.

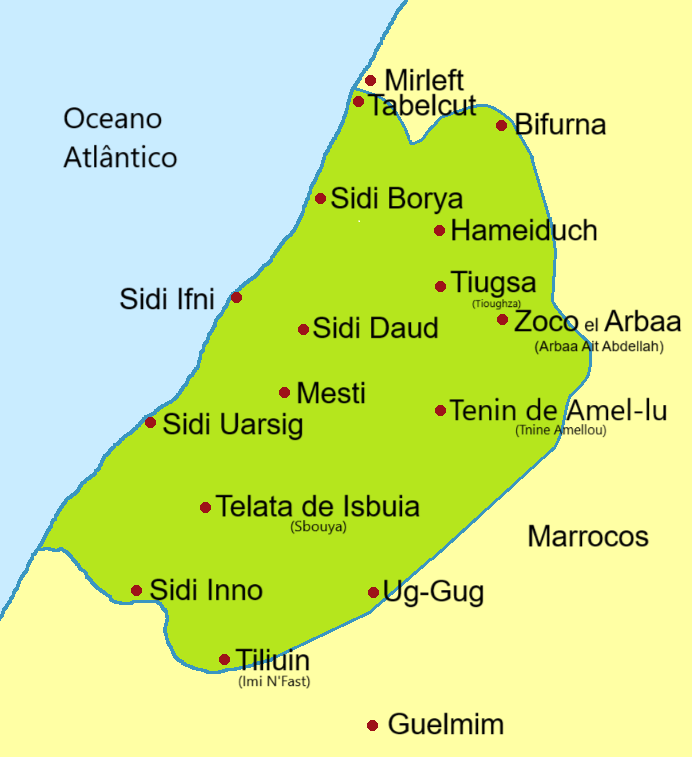
O território Espanhol de Ifni em 1957.
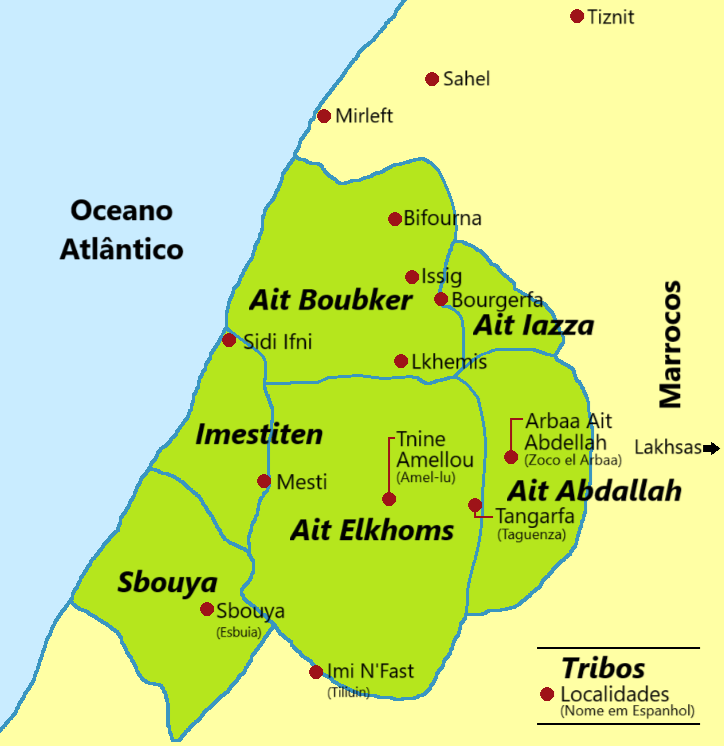
Distribuição tribal existente, no território povoado pelas tribos da confederação dos Aït Baamrane.